# Highway 61 Revisited
Highway 61 Revisited es el sexto álbum de estudio del músico estadounidense Bob Dylan, publicado por la compañía discográfica Columbia Records en agosto de 1965. Después de comenzar su carrera tocando música folk y de grabar en acústico —a excepción de la primera cara de Bringing It All Back Home—, Dylan utilizó por primera vez una banda de acompañamiento en todas las canciones de Highway 61 Revisited, grabadas en Nueva York entre junio y agosto de 1965. El álbum, cuyo título hace referencia a la autopista que conecta su lugar de nacimiento, Duluth con ciudades sureñas famosas por su patrimonio musical como San Luis, Memphis y Nueva Orleans y también al autor portugués Fernando Pessoa y su poema "Lisbon Revisited"[cita requerida], estuvo encabezado por el sencillo «Like a Rolling Stone» e incluyó canciones frecuentemente interpretadas en directo en sucesivos años como «Highway 61 Revisited», «Just Like Tom Thumb's Blues» y «Ballad of a Thin Man».
La prensa musical destacó la innovación de Dylan a la hora de combinar la música blues con la sutileza de la poesía para crear canciones que capturaron la situación sociopolítica de los Estados Unidos en la década de 1960. En este contexto, el autor Michael Gray argumentó que, en un sentido importante, los años 60 «empezaron con este álbum». Desde el punto de vista comercial, Highway 61 Revisited alcanzó la tercera posición en la lista estadounidense Billboard 200 y la cuarta en la lista británica UK Albums Chart, países donde fue certificado disco de platino y oro respectivamente.
De forma retrospectiva, Highway 61 Revisited ha sido considerado uno de los trabajos discográficos más importantes de la música popular del siglo XX por gran parte de la prensa musical. La revista Rolling Stone lo situó en el puesto cuatro de la lista de los 500 mejores álbumes de todos los tiempos, por detrás de Pet Sounds de The Beach Boys y de los discos de The Beatles Sgt. Pepper's Lonely Hearts Club Band y Revolver. Por otra parte, la misma revista clasificó a «Like a Rolling Stone» en la primera posición de la lista de las 500 mejores canciones de todos los tiempos.

## Bob Dylan y Highway 61
Highway 61, en español Autopista 61, también llamada Blues Highway, se extendía desde Duluth, lugar de nacimiento de Dylan, y discurría a través de St. Paul hasta el delta del Misisipi. En el camino, la ruta pasaba cerca de los lugares y hogares de nacimiento de músicos influyentes como Muddy Waters, Son House, Elvis Presley y Charley Patton. La «emperatriz del blues», Bessie Smith, murió después de sufrir graves heridas en un accidente de coche en la ruta, mientras que Martin Luther King, Jr. fue asesinado en la terraza de un motel cercano a la autopista. El crítico Mark Polizzotti señaló que la leyenda del blues Robert Johnson vendió su alma al diablo en el cruce de las rutas 61 y 49. La autopista ha sido también objeto de varias grabaciones de blues, principalmente «Highway 61 Blues» (1932) de Roosevelt Sykes y «61 Highway» (1964) de Mississippi Fred McDowell.
Según Robert Shelton: «Muchas personas importantes en la cultura americana cruzaron esa autopista y ese río. Y en su juventud, Dylan cruzó esa carretera. La autopista 61 es, creo, un símbolo de libertad, un símbolo de movimiento, de independencia y una oportunidad para largarse de una vida que no quería en Minnesota».
Dylan indicó que tuvo que superar una considerable resistencia en Columbia Records para darle al álbum el título de Highway 61 Revisited. En una entrevista con Shelton, el músico comentó: «Quería llamar al álbum Highway 61 Revisited. Nadie lo entendía. Tenía que subir por la puta escalera hasta que finalmente la palabra vino abajo y dijo: "Dejemos que lo llame como quiera"». Michael Gray sugirió que el propio título del álbum representa la insistencia de Dylan en que sus canciones tienen sus raíces en la tradición del blues: «De hecho, el título Highway 61 Revisited anuncia que estamos en un tiempo de revisita, ya que es una carretera larga de recorrido por el blues. Muchos músicos de blues habían estado allí antes [de Dylan], todos grabando versiones de un blues llamado "Highway 61"».

## Trasfondo

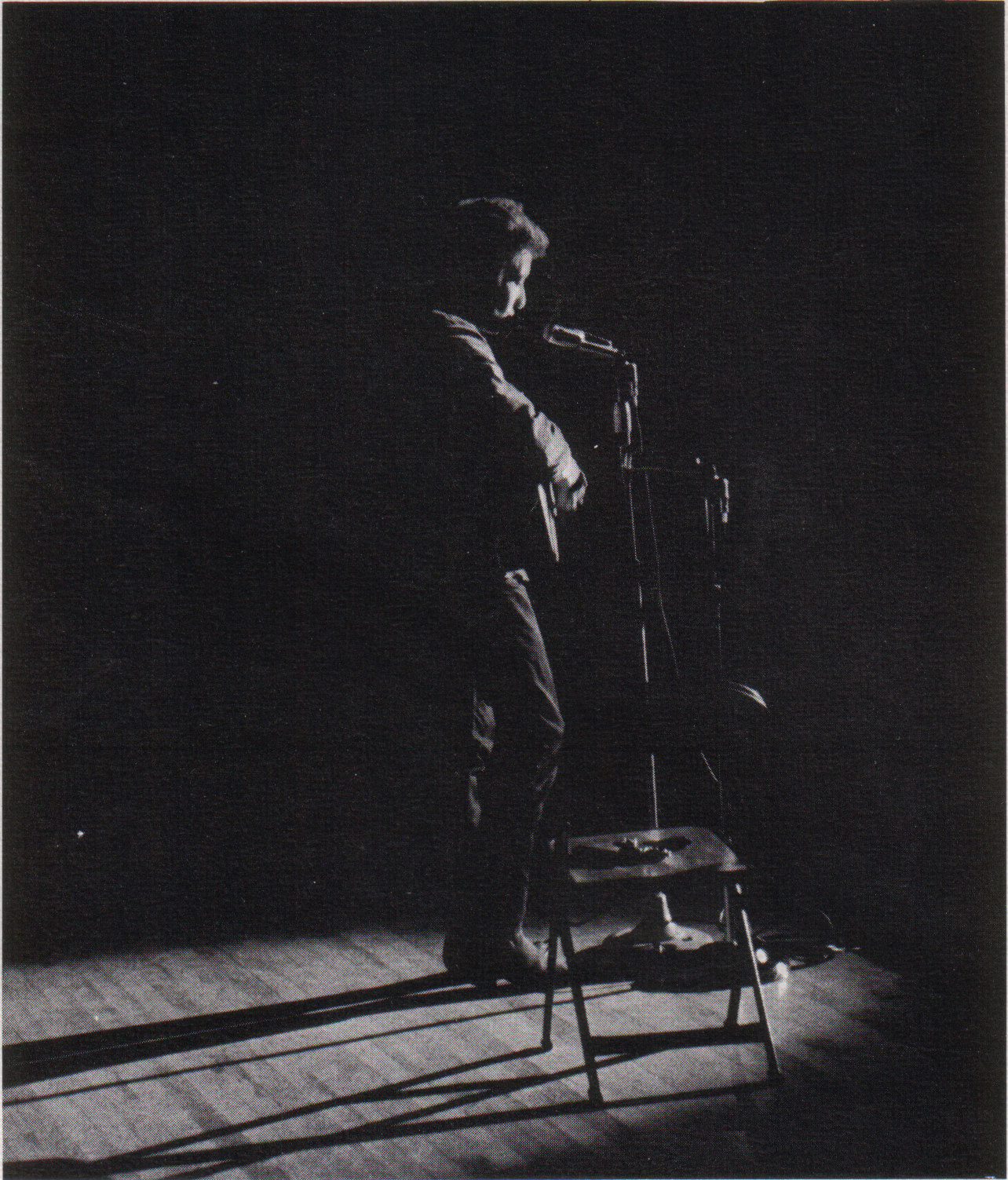
Bob Dylan saltó a la fama como cantautor folk antes de experimentar con géneros como el rock.

Dylan había saltado a la fama como cantautor folk con trabajos como The Freewheelin' y The Times They Are a-Changin', en los que aunó una revisión de clásicos del género con composiciones propias. Con una situación sociopolítica marcada por eventos como la crisis de los misiles de Cuba y el movimiento por los derechos civiles, Dylan obtuvo un notable éxito por canciones que incluyeron una importante crítica social, con visiones pacifistas, antimilitaristas —«Masters of War», «Blowin' in the Wind»— y antirracistas —«The Lonesome Death of Hattie Carroll»—, que le llevaron a ser definido como el «portavoz de una generación».
Sin embargo, Dylan comenzó al poco tiempo a experimentar con nuevos géneros musicales. El primer cambio estilístico de su carrera tuvo lugar con Bringing It All Back Home, un álbum en el que fusionó el folk con el rock en canciones para las que contó con el respaldo de una banda eléctrica. Aunque la segunda cara de Bringing It All Back Home incluyó canciones folk en la línea de trabajos anteriores, Dylan suscitó una «controversia» entre los seguidores más acérrimos del folk. En este sentido, miembros del movimiento folk como Irwin Silber y Ewan MacColl criticaron a Dylan por alejarse de composiciones políticas y por tocar con una banda eléctrica.
El 25 de julio de 1965, cinco días después de publicar el sencillo «Like a Rolling Stone», Dylan tocó en el Newport Folk Festival. Un día antes había interpretado tres canciones acústicas —«All I Really Want to Do», «If You Gotta Go, Go Now» y «Love Minus Zero/No Limit»— en un taller de Newport. Al día siguiente, Dylan fue presentado por Peter Yarrow y salió al escenario acompañado de Al Kooper, Mike Bloomfield, Jerome Arnold, Sam Lay y Barry Goldberg. En material de archivo publicado en documentales como No Direction Home y The Other Side of the Mirror, puede oírse cómo el sonido de abucheos y aplausos empieza a los pocos compases de comenzar la primera canción, «Maggie's Farm», y continúan con «Like a Rolling Stone». A continuación, Dylan interpretó «Phantom Engineer», una versión primeriza de «It Takes a Lot to Laugh, It Takes a Train to Cry», que no aparece en The Other Side of the Mirror. Dylan abandonó el escenario después de tocar «Phantom Engineer».
Aunque varias fuentes aluden al enfado de seguidores folk como razón del abucheo, músicos como Al Kooper y Pete Seeger se mostraron en desacuerdo con esta interpretación y argumentaron que el público estaba molesto por la mala calidad del sonido. Según Seeger: «Conseguir esa distorsión de su voz... Es terrible. Si tuviera un hacha, habría cortado el cable del micrófono en ese momento». A pesar del corto set eléctrico, Dylan volvió a aparecer en el escenario poco tiempo después para cantar dos canciones, «It's All Over Now, Baby Blue» y «Mr. Tambourine Man», en formato acústico.
Tras la crítica suscitada por el concierto, el nuevo estilo de Dylan provocó fuertes debates en torno a la música folk. Según el periodista Andy Gill: «Los viejos folkies estaban demasiado ocupados cantando "The Times They Are a-Changin'" como para darse cuenta de que los tiempos en realidad habían cambiado».

## Grabación

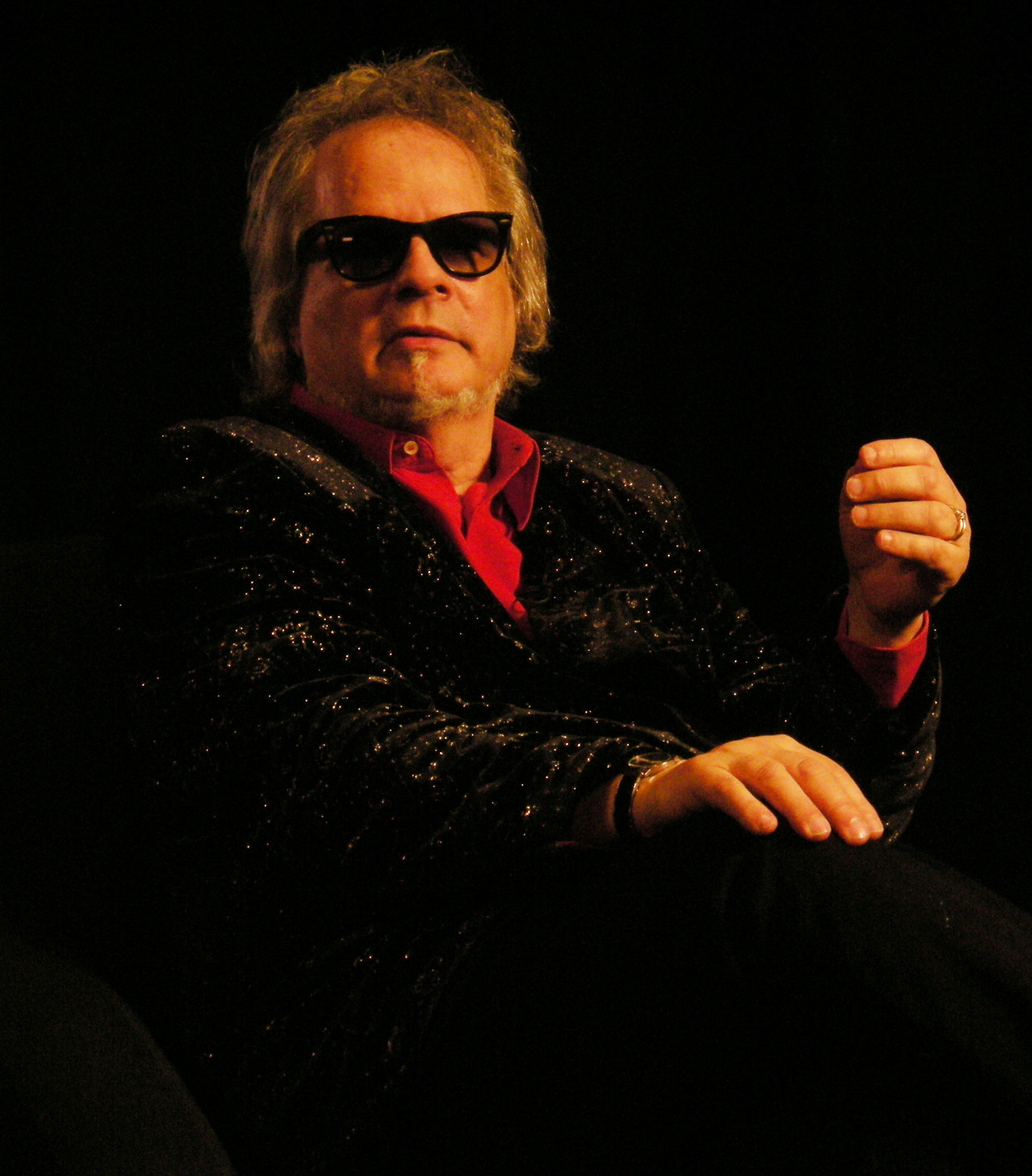
El riff improvisado de órgano de Al Kooper en «Like a Rolling Stone» fue descrito como «uno de los mejores momentos de la casualidad en la música pop».

Highway 61 Revisited fue grabado en un total de seis sesiones organizadas en el estudio A de los Columbia Recording Studios de Nueva York. El primer bloque de sesiones, los días 15 y 16 de junio, fueron producidas por Tom Wilson y dieron lugar al sencillo «Like a Rolling Stone». Entre el 29 de julio y el 4 de agosto, cuatro días después de ser abucheado en el Newport Folk Festival, Dylan volvió al estudio para completar Highway 61 Revisited con un nuevo productor, Bob Johnston.
En el primer bloque de grabaciones, con Wilson como productor, Dylan estuvo respaldado por el batería Bobby Gregg, el bajista Joe Macho Jr., el pianista Paul Griffin y el guitarrista Frank Owens. Como guitarrista principal, Dylan reclutó a Mike Bloomfield del grupo Paul Butterfield Blues Band. Los músicos comenzaron la primera sesión grabando una versión rápida de «It Takes a Lot to Laugh, It Takes a Train to Cry» y la canción «Sitting on a Barbed Wire Fence», omitida de Highway 61 Revisited. A continuación, el grupo intentó grabar una primera versión de «Like a Rolling Stone» con un compás de 3/4 y una mezcla dominada por el piano de Dylan. «Barbed Wire Fence», la versión rápida de «It Takes a Lot to Laugh» y una versión primeriza de «Like a Rolling Stone» fueron publicados años después en The Bootleg Series Volumes 1-3 (Rare & Unreleased) 1961-1991.
El grupo volvió al estudio A al día siguiente, en una sesión casi dedicada entera a grabar «Like a Rolling Stone». Presente en esta ocasión estuvo Al Kooper, un joven músico invitado por Wilson para observar, pero que quiso también participar en la sesión. Kooper acabó por improvisar riffs al órgano que, según los críticos Greil Marcus y Mark Polizzotti, fueron un elemento crucial en la grabación. La cuarta toma de «Like a Rolling Stone» fue seleccionada como maestra, aunque el grupo grabó otras once tomas. Después de completar «Like a Rolling Stone», Dylan improvisó una corta canción aún inédita, titulada «Lunatic Princess Revisited» en bootlegs pero registrada como «Why Do You Have to Be So Frantic?». El crítico Clinton Heylin definió la canción como «un pequeño fragmento raro con una única estrofa» y afirmó que el riff fue el anteproyecto de la composición evangélica de 1979 «Slow Train».
Para crear el resto del material incluido en Highway 61 Revisited, Dylan pasó un mes componiendo nuevas canciones en su nuevo hogar de Woodstock. Cuando volvió al estudio A de Nueva York el 29 de julio, estuvo respaldado por los mismos músicos, a excepción de Joe Mach, sustituido por Harvey Brooks. Otro cambio sustancial tuvo lugar con la sustitución de Wilson como productor, cuyo puesto ocupó Bob Johnston. Polizzotti escribió que Wilson y Dylan tuvieron una pelea durante la grabación de «Like a Rolling Stone», principalmente por prominencia del órgano de Kooper en la mezcla final. En una entrevista con Jann Wenner en 1969, Dylan comentó sobre el cambio de productor: «Todo lo que sé es estuve fuera grabando un día, y Tom había estado siempre ahí. No tenía ninguna razón para pensar que él no iba a estar ahí. Y miré arriba un día, y Bob estaba ahí».
La primera sesión del segundo bloque de grabaciones estuvo dedicada a tres canciones. Tras varias tomas de «Tombstone Blues», «It Tales a Lot to Laugh» y «Positively 4th Street», acabaron grabando tomas maestras de las tres canciones. «Tombstone Blues» e «It Takes a Lot to Laugh» fueron incluidas en el álbum, pero «Positively 4th Street» fue publicado solo como sencillo en septiembre. Al final de la sesión, Dylan intentó grabar «Desolation Row» acompañado por Kooper en la guitarra eléctrica y Brooks en el bajo. La versión eléctrica de «Desolation Row» grabada el 29 de julio fue incluida en el álbum The Bootleg Series Vol. 7.
El 30 de julio, Dylan volvió al estudio A para grabar tres nuevas canciones. El grupo grabó una toma maestra de «From a Buick 6» incluida en Highway 61, pero gran parte de la sesión fue dedicada a grabar «Can You Please Crawl Out Your Window?». Sin embargo, Dylan se sintió disconforme con el resultado y archivó la canción para otro proyecto. «Can You Please Crawl Out Your Window» fue regrabada con el respaldo de The Hawks en octubre del mismo año.
Después de que Dylan y Kooper pasasen el fin de semana en Woodstock escribiendo acordes para las canciones, el grupo reanudó las sesiones el 2 de agosto. Tomas maestras de «Highway 61 Revisited», «Just Like Tom Thumb's Blues», «Queen Jane Approximately» y «Ballad of a Thin Man» fueron grabadas satisfactoriamente y seleccionadas para incluir en el álbum.
Una última sesión de grabación tuvo lugar el 4 de agosto. Gran parte del día fue dedicado a completar «Desolation Row», cuya toma maestra, después de grabarla siete veces, fue una mezcla de la toma seis y siete. El resultado final, Highway 61 Revisited, fue descrito como «el primer álbum de rock puro de Dylan», una realización de su deseo por dejar atrás su viejo formato musical y alejarse de sus primeros cuatro álbumes acústicos. El director D.A. Pennebaker, que filmó la gira que Dylan llevó a cabo en 1965 por el Reino Unido, comentó: «No sabía que iba a abandonar lo acústico. Sí sabía que se estaba viendo un poco arrastrado por ella».

## Canciones descartadas
Al igual que en trabajos anteriores, Dylan grabó un exceso de material que no fue incluido en Highway 61 Revisited y quedó archivado. Entre ellas, el tema «Positively 4th Street» fue publicado como sencillo y alcanzó el séptimo puesto en la lista estadounidense Billboard Hot 100, mientras que «Can You Please Crawl Out Your Window?» fue regrabada con The Hawks en octubre de 1965 y publicada también como sencillo en noviembre del mismo año.
Otras canciones descartadas fueron también publicadas a lo largo de los años en sucesivos lanzamientos de Legacy Recordings con los archivos inéditos de Dylan. Al respecto, varias tomas alternativas de «Like a Rolling Stone» e «It Takes a Lot to Laugh, It Takes a Train to Cry», así como una canción inédita, «Sitting on a Barbed Wire Fence», vieron la luz en la caja recopilatoria The Bootleg Series Volumes 1-3 (Rare & Unreleased) 1961-1991. Otras tomas distintas de «Desolation Row», «Just Like Tom Thumb's Blues», «Tombstone Blues» y «It Takes a Lot to Laugh, It Takes a Train to Cry» aparecieron en The Bootleg Series Vol. 7: No Direction Home: The Soundtrack. Fragmentos de varias tomas de «Like a Rolling Stone» también aparecieron en el CD-ROM Highway 61 Interactive, publicado en febrero de 1995. Otras canciones descartadas y grabadas durante las sesiones de Highway 61 siguen siendo inéditas, como es el caso de «Why Do You Have to Be So Frantic?».

## Recepción
Tras su publicación, la prensa musical recibió Highway 61 Revisited con buenas críticas en general. En la prensa musical británica, las primeras impresiones de Highway 61 fueron positivas: al respecto, Allen Evans de New Musical Express escribió: «Otro conjunto de canciones con mensajes e historias cantadas con esa manera monótona y disonante que se vuelve bastante detenido a medida que escuchas». Melody Maker, por otra parte, comentó: «El sexto disco de Bob Dylan, al igual que otros, es bastante incomprensible, pero sin embargo es un absoluto golpe». El poeta inglés Philip Larkin, en una reseña para The Daily Telegraph, escribió que se encontró a sí mismo «bien recompensado» por el disco, y comentó: «El graznido de Dylan y su voz burlona son probablemente adecuadas para su material... y su guitarra se adapta al rock ("Highway 61") y a la balada ("Queen Jane"). Hay un maratón de "Desolation Row" que tiene una melodía encantadora y palabras misteriosas, posiblemente a medio cocinar».
En septiembre de 1965, medios de comunicación estadounidenses como Billboard también elogiaron el álbum y predijeron fuertes ventas: «Basado en el sencillo de éxito "Like a Rolling Stone", Dylan tiene un ganador en lo alto de las listas con este paquete de material comercial». Highway 61 Revisited alcanzó el puesto tres en la lista estadounidense Billboard 200 y fue certificado como disco de oro por la RIAA en agosto de 1967. Tres décadas después, en agosto de 1997, Highway 61 Revisited fue acreditado como disco de platino al superar el millón de copias vendidas en el país.
De manera retrospectiva, Highway 61 Revisited ha sido considerado uno de los mejores trabajos de Dylan. El biógrafo Anthony Scaduto elogió su «rica imaginería» y lo describió como «uno de los discos de pop más brillantes jamás hechos. Como rock, corta a través de la esencia de la música —un ritmo duro sin adornos, sin conciencia de sí mismo». Por otra parte, Michael Gray definió a Highway 61 Revisited como «revolucionario y sorprendente, no solo por su energía y garbo, sino por su visión: la fusión radical, la música eléctrica... con letras que estaban a años luz de la de cualquier otra persona; aquí, Dylan une la fuerza del rock and roll basado en el blues con el poder de la poesía. La cultura del rock en su conjunto, el mundo pop-rock posterior a The Beatles y un sentido importante de los años 60 comenzaron aquí». Dave Marsh, redactor de Rolling Stone, sentenció que Highway 61 Revisited fue «uno de los mejores álbumes de Dylan, y uno de los mayores logros en la historia del rock'n'roll».
Críticas más recientes también mantienen el estatus de Highway 61 Revisited como uno de los discos más influyentes de la época. Stephen Thomas Erlewine de Allmusic definió «Like a Rolling Stone» como «épica» y escribió: «Dylan no solo había cambiado su sonido, sino su persona, comerciando la figura de trovador folk por un hipster cínico y callejero. A través del álbum, abraza imágenes surrealistas y narcóticas, que pueden tener una sensación de amenaza o de belleza, y la música refleja eso, saltando entre melodías calmantes y el fuerte blues rock. Y eso es lo más revolucionario sobre Highway 61 Revisited -demostró que el rock and roll no necesita ser colegiado y manso con el fin de ser poético y complejo».

## Legado e influencia
De manera retrospectiva, Highway 61 Revisited ha sido considerado uno de los mejores trabajos de Dylan. El biógrafo Anthony Scaduto elogió su rica imaginería y lo describió como «uno de los discos de pop más brillantes jamás hecho. Como rock, corta a través de la esencia de la música —un ritmo duro sin adornos, sin conciencia de sí mismo». Por otra parte, Michael Gray definió a Highway 61 Revisited como «revolucionario y sorprendente, no solo por su energía y garbo, sino por su visión: la fusión radical, la música eléctrica... con letras que estaban a años luz de la de cualquier otra persona; aquí, Dylan une la fuerza del rock and roll basado en el blues con el poder de la poesía. La cultura del rock en su conjunto, el mundo pop-rock posterior a The Beatles y un sentido importante de los años 60 comenzaron aquí». Dave Marsh, redactor de Rolling Stone, sentenció que Highway 61 Revisited fue «uno de los mejores álbumes de Dylan, y uno de los mayores logros en la historia del rock'n'roll».
En este sentido, Highway 61 Revisited figura en una larga lista de encuestas sobre los mejores discos de la música popular del siglo XX. La revista Rolling Stone lo situó en el puesto cuatro de la lista de los 500 mejores álbumes de todos los tiempos, por detrás de Pet Sounds de The Beach Boys y de los discos de The Beatles Sgt. Pepper's Lonely Hearts Club Band y Revolver. Por otra parte, la misma revista clasificó a «Like a Rolling Stone» en la primera posición de la lista de las 500 mejores canciones de todos los tiempos.
En el mismo sentido, la revista Mojo lo nombró el quinto mejor álbum de todos los tiempos en una encuesta elaborada en 1995. En 1998, los lectores de la revista Q situaron a Highway 61 Revisited como el 57.º mejor álbum, mientras que la cadena de televisión VH1 lo sitió en el puesto 22 de una encuesta similar. En 2012, el libro The Best 100 Albums of All Time situó Highway 61 Revisited como el mejor álbum de todos los tiempos.
Entre los artistas coetáneos a Dylan, Phil Ochs quedó impresionado por Highway 61 y explicó: «Es el tipo de música que planta una semilla en tu mente y luego tienes que escucharlo varias veces. Y a medida que avanzas empiezas a escuchar más y más cosas. [Dylan] ha hecho algo que ha dejado en ridículo al campo entero a sus espaldas». La influencia de sus canciones puede escucharse también en las numerosas versiones realizadas por otros artistas. «Like a Rolling Stone» ha sido versionada por músicos y grupos como The Rolling Stones en su álbum Stripped, David Bowie y Mick Ronson en Heaven and Hull, Johnny Winter en Raisin' Cain y Jimi Hendrix en el Monterey Pop Festival. Por otra parte, la versión de «Desolation Row» de My Chemical Romance fue incluida en el largometraje Watchmen en 2009. La canción fue también versionada por Grateful Dead en el álbum Postcards of the Hanging. Otra canción del álbum como «Just Like Tom Thumb's Blues» ha sido versionada por músicos como Linda Ronstadt, Nina Simone y Neil Young.

## Diseño de portada
La fotografía de la portada fue tomada por Daniel Kramer varias semanas antes de iniciar las sesiones de grabación. Kramer capturó a Dylan sentado en el poche de la vivienda de su representante, Albert Grossman, localizada en Gramercy Park, Nueva York, con Bob Neuwirth colocado detrás del músico. En la fotografía, Dylan lleva una camiseta con la silueta de una motocicleta Triumph debajo de una camisa azul, sujetando las gafas de sol con la mano derecha. Kramer comentó sobre la expresión del músico: «Es hostil, o es un mal humor hostil. Está casi desafiándome o desafiándote o a cualquiera que le esté mirando: "¿Qué vas a hacer al respecto, amigo?"».
Al igual que en sus tres anteriores trabajos, Dylan contribuyó con su propia escritura a la contraportada de Highway 61 Revisited, en la forma de una prosa surrealista. Un crítico ha señalado similitudes entre las notas de Highway 61 Revisited y su novela experimental Tarantula, que Dylan escribió entre 1965 y 1966.

## Lista de canciones
Todas las canciones escritas y compuestas por Bob Dylan. 
| Cara A |                                                    |          |  |
| N.º    | Título                                             | Duración |  |
| 1.     | «Like a Rolling Stone»                             | 6:13     |  |
| 2.     | «Tombstone Blues»                                  | 6:00     |  |
| 3.     | «It Takes a Lot to Laugh, It Takes a Train to Cry» | 4:09     |  |
| 4.     | «From a Buick 6»                                   | 3:19     |  |
| 5.     | «Ballad of a Thin Man»                             | 5:58     |  |

| Cara B |                               |          |  |
| N.º    | Título                        | Duración |  |
| 6.     | «Queen Jane Approximately»    | 5:31     |  |
| 7.     | «Highway 61 Revisited»        | 3:30     |  |
| 8.     | «Just Like Tom Thumb's Blues» | 5:32     |  |
| 9.     | «Desolation Row»              | 11:21    |  |

## Personal
| Músicos - Bob Dylan: voz, guitarra, armónica y piano. - Mike Bloomfield: guitarra. - Harvey Brooks: bajo. - Bobby Gregg: batería. - Paul Griffin: órgano y piano. - Al Kooper: órgano y piano. - Sam Lay: batería. - Charlie McCoy: guitarra. - Frank Owens: piano. - Russ Savakus: bajo. | Equipo técnico - Bob Johnston: productor musical. - Tom Wilson: productor musical (en «Like a Rolling Stone»). |

## Posición en listas
| País           | Lista                | Posición |
| -------------- | -------------------- | -------- |
| Alemania       | Media Control Charts | 28       |
| Estados Unidos | Billboard 200        | 3        |
| Estados Unidos | Cash Box             | 4        |
| Reino Unido    | UK Albums Chart      | 4        |

| Sencillo               | País           | Lista                | Posición |
| ---------------------- | -------------- | -------------------- | -------- |
| «Like a Rolling Stone» | Estados Unidos | Billboard Hot 100    | 2        |
| «Like a Rolling Stone» | Irlanda        | Irish Single Chart   | 3        |
| «Like a Rolling Stone» | Reino Unido    | Media Control Charts | 4        |

## Certificaciones
| País           | Organismo certificador | Certificación | Ventas certificadas | Ref.   |
| -------------- | ---------------------- | ------------- | ------------------- | ------ |
| Estados Unidos | RIAA                   | Platino       | 1 000 000           | [ 54 ] |
| Reino Unido    | BPI                    | Oro           | 100 000             | [ 70 ] |
| Canadá         | CRIA                   | Oro           | 100 000             | [ 71 ] |